# Величезний банан
Величезний або гігантський банан (Musa ingens) — найбільший за розміром вид родини бананових (Musaceae). Росте в тропічних лісах Нової Гвінеї, його листя може досягти довжини 5 метрів, а його помилкове стебло — 2 метрів у діаметрі. Його плоди неїстівні.
| Гібіскус | Це незавершена стаття про квіткові рослини. Ви можете допомогти проєкту, виправивши або дописавши її. |